# Phonologie historique du chinois
La phonologie chinoise historique vise la reconstitution des sons et prononciations passées des langues chinoises. Le chinois étant écrit avec des sinogrammes, et non avec un alphabet, un abjad ou un syllabaire, les méthodes utilisées pour ces reconstructions diffèrent sensiblement de celles employées pour les langues dont l’écriture témoigne de la prononciation, dont les langues indo-européennes.
La langue chinoise est très anciennement documentée, avec les premières écritures sur os d'oracles datant de -1250. Cependant, l’écriture n’utilisant pratiquement que des notations logographiques, ne donnant pas d’indication directe de la phonologie, la reconstruction de parler anciens s’avère ardue et dépend essentiellement d’informations externes relatives à la phonologie de la langue. Sur la base de ces sources, la langue chinoise parlée peut être considérée selon trois grandes périodes :
- le chinois archaïque, s’étendant sur une période approximative de -1300 jusqu’aux premiers siècles de notre ère. Plus précisément, le « chinois archaïque » reconstruit est fondé sur les rimes identifiées de poésies telles que le Shijing, et ses composants phonologiques témoignent essentiellement d’une période s’étendant approximativement de -1000 à -700 ;
- le chinois médiéval, s’étendant approximativement du VIe au XIIe siècle. La phonologie reconstruite est essentiellement fondée sur le dictionnaire de rimes « Qieyun » datant de la fin du VIe siècle ;
- les variantes modernes de la langue chinoise, depuis le XIIIe siècle jusqu’à nos jours. La plupart de ces variantes modernes apparaissent dériver de la koinè du chinois médiéval tardif aux environs de l’an 1000. Par contre, les langues min notamment se sont démarquées depuis les premiers siècles de notre ère.

Le sinologue suédois Bernhard Karlgren (1889-1978) fut le principal artisan du développement de la phonologie historique du chinois à partir des outils et méthodes occidentaux.

## Vue d’ensemble
Le chinois médiéval avait une structure relativement équivalente aux variétés modernes (en particulier les langues conservatrices telles le cantonais), avec des mots essentiellement monosyllabiques, peu de morphologie dérivative, 3 tons, et une structure de syllabe comprenant une consonne initiale, une semi-voyelle, une voyelle principale, et une consonne finale, avec un grand nombre possible de consonnes initiales, et un nombre sensiblement réduit de consonnes finales. Sans compter la semi-voyelle, aucun assemblage ne pouvait intervenir en début ou fin de syllabe.
Le chinois archaïque par ailleurs, avait une structure sensiblement différente. Il n’existait pas de tons, un plus grand nombre possible de consonnes finales, et de plus nombreux assemblages possibles de consonnes en début ou en fin de syllabe. Il existait un système bien développé de dérivatifs et une possibilité d’inflexions morphologiques, en utilisant des consonnes à ajouter en début ou en fin de syllabe. Ce système était équivalent à celui reconstruit du proto-sino-tibétain (en) et peut toujours être identifié dans le tibétain écrit. Il est également équivalent à des systèmes se trouvant dans les langues môn-khmer plus conservateurs, tels le khmer moderne.
La principale modification ayant conduite aux différentes langues chinoises modernes est la réduction sensible du nombre de consonnes et de voyelle, et l’augmentation du nombre de tons en conséquence (et en particulier une scission pan-Asie orientale de ton, qui a permis de doubler le nombre de tons alors que disparaissait la distinction entre les consonnes sonores et les consonnes sourdes). Ce qui a progressivement conduit à une réduction du nombre possible de syllabes. En mandarin standard, cette réduction est plus importante qu’ailleurs, avec seulement 1 200 syllabes possibles. Il en résulte, en mandarin en particulier, que les mots plurisyllabiques se sont multipliés pour remplacer des mots monosyllabiques difficiles à différencier et reconnaître à l’oral, à tel point que la majorité des mots du mandarin comportent désormais deux syllabes.

## Périodisation de la langue chinoise
Les termes « chinois archaïque » et « chinois médiéval » se réfèrent à des périodes couvrant plusieurs siècles, voire un millénaire, pendant lesquelles des changements importants sont intervenus et ont pu être identifiés. Bien qu’il n’existe pas de système unanimement reconnu pour définir plus finement ces périodes, la chronologie ci-dessous illustre les évolutions la langue chinoise depuis les écritures sur os d’oracles jusqu’au mandarin standard : 
1. Axel Schuessler emploie le terme chinois Zhou précoce pour nommer la langue utilisée à l’époque des premiers écrits à la fin de la période des Zhou occidentaux (environ -1250 à 771).
2. W. A. C. H. Dobson emploie le terme chinois archaïque précoce pour évoquer la même période (« du Xe au IXe siècle av. J.-C. »), alors que Schuessler estime que cette dénomination devrait plutôt se référer à une période plus tardive.
3. Dobson emploie le terme chinois archaïque tardif pour la période du « IVe au IIIe siècle av. J.-C. », c'est-à-dire à l’époque de la naissance de la dynastie Han.
4. le chinois han tardif (LHC, pour « Late Han Chinese ») aux environs de 200 de notre ère. C’est à cette époque que les langues min ont commencé à se singulariser.
5. l’ancien chinois du nord-ouest (ONWC, pour « Old North Western Chinese »)),vers 400 de notre ère, est une reconstruction établie par Weldon South Coblin de la langue des provinces nord-occidentales de Gansu et Shaanxi, qui est l’ancêtre des dialectes nord-occidentaux, documentée par plusieurs auteurs à l’époque du début de la dynastie Tang.
6. le chinois médiéval précoce (EMC, pour « Early Middle Chinese »), vers 600 de notre ère, qui est la langue du dictionnaire de rimes Qieyun, qui a permis une première étude phonétique détaillée. Celui-ci ne donne pas un accès direct à la phonologie et aux sons, offrant un classement des sinogrammes sur la base de la consonne initiale et du résidu de la syllabe, sans pour autant détailler ce dernier davantage en phonèmes.
7. le chinois médiéval tardif (LMC, pour « Late Middle Chinese »), vers 1000 de notre ère, qui est la langue maternelle des auteurs du dictionnaire de rimes Yunjing tableaux de rimes, et qui est le plus ancien état qui peut être reconstruit pour des langues non-min par méthode comparative.
8. le mandarin précoce, vers 1300 de notre ère (parfois spécifiquement pour la période 1269-1455), qui est la langage de l’écriture 'Phags-pa, la première écriture native notant directement la phonologie. Cette langue est aussi celle de Zhōngyuán Yīnyùn (中原音韻 « Sons et rimes des plaines centrales » (voir aussi mandarin des plaines centrales), un livret d’opéra de 1324, écrit par Zhou Deqing).
9. le mandarin moyen, jusqu'à environ 1800 (parfois spécifiquement pour la période 1455-1795), qui est la langue décrite dans de nombreuses sources chinoises, coréennes et européennes. Parmi ces sources, des textes pédagogiques sino-coréens tels Hongmu Chôngyun Yôkhun (1455) et Sasông T’onghae (1517) ; le dictionnaire sino-portugais (1583–1588) du missionnaire chrétien Matteo Ricci ; et des dictionnaires de rimes tels le Yunlue Huitong (1642).
10. le mandarin standard moderne, une forme standardisée du dialecte de Pékin, qui n’a que peu évolué depuis le XIXe siècle.

## Traditions phonologiques chinoises locales
Une tradition locale de phonologie chinoise s’est développée à l’époque du chinois médiéval. Les linguistes chinois ont longuement compilé des dictionnaires et tenté d’identifier la prononciation de sinogrammes difficiles en spécifiant des caractères homophones. Au cours des premiers siècles de notre ère par ailleurs, la méthode fanqie fut inventée, qui permit de spécifier la prononciation sans ambiguïté en utilisant un caractère pour décrire l’initiale, et un autre pour le surplus de la syllabe. Vers le VIe siècle, des tentatives de compilation exhaustives des prononciations de tous les caractères via le fanqie, culminant avec la synthèse que constituent les dictionnaires de rimes tel le Qieyun (année 601).
Au cours des siècles suivants, l’influence grandissante du Bouddhisme et des érudits bouddhistes mirent les linguistes chinois en contact avec la tradition de la grammaire sanskrite, ayant déjà développé des connaissances avancées de phonologie et de phonétique, dont un système d’analyse des sons par les traits distinctifs, dont le point d'articulation et le type de phonation. Ce qui permit l’établissement de tableaux de rimes tels le Yunjing (vers 1150), une analyse sophistiquée du système phonologique du Qieyun.
Au cours de la dynastie Qing (1644–1912), des érudits tels que Duan Yucai étudièrent soigneusement les systèmes phonologiques du chinois archaïque et du chinois médiéval. Par l’examen attentif des tableaux de rimes et des dictionnaires de rimes, et la structure de rimes dans les poèmes de diverses époques, ces érudits parvinrent à en déduire les catégories de rimes du chinois archaïque, et découvrirent de nouvelles catégories dans le chinois médiéval. Cependant, ces études parvinrent rapidement à leurs limites de par leur défaut de conceptualisation phonétique, tel que le phonème — c'est-à-dire une unité de base de son, c'est-à-dire voyelle et segments de voyelles, ainsi que les consonnes. Ce qui rendait impossible d’aller au-delà des catégories de rimes pour retrouver une reconstruction de sons.
D’une certaine façon, le défaut de développement du concept d’unités sonores par les Chinois est étonnant, car il avait été précédemment développé par des grammairiens sanskrits tels Pāṇini dès le IVe siècle av. J.-C. au moins, et l’analyse phonologique du Yunjing montre une proximité avec les traditions de la grammaire sanskrit. De plus, certains systèmes d’écriture non chinois dans l’aire culturelle chinoise, telle l'écriture coréenne et en particulier l’écriture tibétaine, furent développés sous l’influence des systèmes d’écriture indiens, intégrant la notion de phonème (également, l'écriture ’phags-pa, une écriture alphabétique d’origine tibétaine, fut utilisée pour écrire le chinois lui-même au cours de la dynastie mongole Yuan, vers 1270-1360, mais tomba plus tard en désuétude).
1. la longue et solide tradition de l'écriture chinoise, qui n’envisageait pas le concept de l’alphabet, et traitant les rimes sur la base de la seule unité du caractère, sans s’intéresser aux composantes plus fines des sons.
2. le défaut de connaissance du sanskrit par la majorité des érudits chinois empêchait la lecture des œuvres originales relatives à la grammaire sanskrite.
3. les attitudes culturelles, par lesquelles les Coréens, les Tibétains, les Mongols et les autres étrangers étaient considérés par nature comme des « barbares », rendant difficile la diffusion en Chine de connaissances scientifiques issues d’autres cultures.

## Méthodes modernes de reconstruction
Dès lors, les premières reconstructions des systèmes phonologiques contemporaines du chinois archaïque et médiéval ne furent réalisées qu’au début du XXe siècle, par le sinologue suédois Bernhard Karlgren. Fort de sa connaissance de la linguistique comparée occidentale, il alla étudier en Chine entre 1910 et 1912, créant une liste d’environ 3 100 caractères  et recueillant des données phonologiques sur la prononciation de 19 dialectes mandarins ainsi que des dialectes de Shanghai (wu), Fuzhou (min oriental), et du Guangdong (cantonais). Il combina ses travaux avec les prononciations du vocabulaire sino-japonais et sino-vietnamien, ainsi qu’avec des travaux précédemment publiés sur 9 dialectes, et finalement avec l’analyse fanqie du dictionnaire de rimes Guangyun (un texte dérivé du Qieyun (en) de 601). En 1915, il publia sa reconstruction du chinois médiéval, qui servit de base aux travaux de reconstructions publiés plus tard. Walter Simon et Henri Maspero contribuèrent également grandement à ces premières reconstructions. Karlgren lui-même n’eut pas directement accès au Qieyun, qui était supposé perdu à l’époque ; cependant, des extraits du Qieyun furent retrouvés dans les années 1930 dans les grottes de Dunhuang, et une copie quasi complète fut découverte en 1947 à la Cité interdite.
Karlgren tenta également de premières reconstructions du chinois archaïque. Ses premiers travaux sur le chinois médiéval comprenaient diverses hypothèses pour le chinois archaïque, et une première reconstruction détaillée fut publiée à l’occasion de Grammata Serica (1940), un dictionnaire de reconstruction du chinois archaïque et médiéval. Une version plus développée, Grammata Serica Recensa, fut publiée en 1957 et est toujours une référence classique et contemporaine.
La reconstruction du chinois médiéval fut établie à partir des sources suivantes (par ordre approximatif d’importance) :
- les dictionnaires de rimes et tableaux de rimes de l’époque du chinois médiéval, tel le Qieyun (années 601) et le Yunjing (vers 1150).
- les parlers chinois modernes tels le cantonais, le hakka, le mandarin, les langues min, le wu, etc.
- les données sinoxéniques — des mots-valise chinois apparus nombreux en vietnamien, japonais et coréen, en particulier dans la période 500-1000. Cette large diffusion conduisit à la constitution de sino-vietnamien, sino-japonais et sino-coréen pour ces langues.
- d’autres cas précoces de mots chinois apparus dans d’autres langues, et notamment dans les œuvres en sanskrit en Inde ;
- de premiers exemples de translittération de mots étrangers d’autres langues telles le sanskrit et le tibétain en chinois.
- le chinois écrit en écriture ’phags-pa, une courte période (environ 1270-1360) pendant laquelle le chinois fut écrit avec une écriture alphabétique.
- les transcriptions du chinois par des étrangers, en particulier les transcriptions Hangul de Coréens tels Sin Sukchu (XVe siècle) et les travaux de divers missionnaires chrétiens et autres occidentaux, dont le dictionnaire chinois-portugais de Matteo Ricci (1583-1588). Bien que ces transcriptions, de même que les faits issus de l'écriture ’phags-pa, soient importants pour le matériel significatif fourni sur les états anciens du mandarin, leur importance pour la reconstruction du chinois médiéval apparaît secondaire au regard du matériel sensiblement plus important fourni par la comparaison entre les prononciations des langues chinoises et sino-xéniques, malgré leur chronologie contemporaine.

Karlgren suggéra que le chinois médiéval du Qieyun fut la langue des dynasties Sui et Tang. De nos jours, grâce à l’accès direct au Qieyun, cette notion a été remplacée par l’hypothèse que le système phonologique du Qieyun représente ou propose une lecture littéraire adoptée par la classe sociale éduquée à travers le pays, et non pas une langue vivante existante à l’époque. Par exemple, en certains cas une distinction entre traits A, B et C parmi les initiales ou finales a pu donner naissance dans une langue de l’époque Qieyun à une fusion des traits A et B, avec un trait C conservé, alors qu’une autre langue fusionnera plutôt les traits B et C face à A. Dans ce cas, le Qieyun posait A, B et C comme tous distincts alors même qu'aucun dialecte de l’époque ne posait une telle distinction : toute langue de l’époque qui aurait opéré une telle distinction l’aurait fait d’autres manières que le système du Qieyun.
La reconstruction du chinois archaïque est plus controversée depuis que celui-ci a été extrapolé depuis des données du chinois médiéval. Les informations phonologiques relatives au chinois archaïque sont principalement issues : 
- des textes en rimes écrits avant la dynastie Qin, et en premier le Shijing, la plus ancienne anthologie de la poésie chinoise ;
- du fait que des caractères partageant les mêmes composants phonétiques étaient homophones ou quasi-homophones quand les caractères furent créés ;
- de la comparaison du chinois archaïque avec d’autres dialectes sino-tibétains.

## Du chinois ancien au chinois médiéval précoce
Il y a des désaccords quant à ce à quoi ressemblait une syllabe du chinois archaïque (OC, pour Old Chinese). Les hypothèses suivantes sont un consensus approximatif, basées sur les systèmes de William H. Baxter et (précédemment) Li Fang-kuei :
1. Une syllabe consiste en une consonne initiale, une éventuelle semi-voyelle médiane /r/ (mais pas /j/ ou /w/), une voyelle principale, une consonne finale optionnelle (coda), et une consonne post-finale /s/ ou /ʔ/. Il y avait également diverses consonnes pré-initiales (dans les récents développements, Baxter propose également une distinction entre les pré-initiales « étroitement liées » /C-/ et les pré-initiales « lâchement liées » /Cə/. Les pré-initiales étroitement liées interagissent de façon complexe avec les initiales pour donner les initiales EMC, mais la plupart des initiales lâchement liées ont disparu. Leur présence cependant, est révélée par un l’utilisation d’un « complément phonétique » correspondant à cette initiale lâchement liée dans le sinogramme, and parfois dans leur correspondant dans une autre langue en cas d’emprunt précoce, en particulier dans les langues hmong-mien et tai). Les consonnes pré-initiales et post-finales furent régulièrement utilisées dans les dérivatifs morphologiques.
2. Il n’existait pas vraiment ton typique du chinois médiéval, mais il existait une distinction entre deux types de syllabes. Selon les linguistes, cette distinction intervient en cas de présence ou d’absence de préfixe, avec une accentuation ou une distinction de longueur, voire une distinction de registre, sur la voyelle principale (par exemple une pharyngalisation de la consonne initiale dans certaines syllabes). Ces différentes possibilités ne sont d’ailleurs pas exclusives (par exemple, une distinction de préfixe qui serait devenue une distinction de registre).
3. Comparé avec le chinois médiéval précoce, il n’existait pas de consonnes palatales ou rétroflexes, mais il y avait des consonnes labio-vélaires  (par exemple /kʷ/). Baxter reconstruit également des voiceless resonants, par exemple /hm/, /hn/.
4. Il existait six voyelles principales : /a/, /i/, /e/, /o/, /u/, /ə/ (ou /ɨ/).
5. Le système de consonnes finales (coda) était similaire à celui de la période EMC ; cependant, il n’y avait pas de /wŋ/. Baxter reconstruisit également le /r/ final, qui devint /n/.

Les principaux développements depuis le chinois archaïque (OC) vers le chinois médiéval précoce sont les suivants (EMC, pour Early Medieval Chinese) :  
- des changements complexes sont intervenus concernant les débuts de syllabes et les consonnes non voisées ;
- des syllabes ont développé une semi-voyelle /j/. La semi-voyelle s'est combinée avec une consonne coronale pour produire une nouvelle consonne palatale. La semi-voyelle a également a aussi parfois changé une vélaire ou une laryngale précédant en une sifflante palatale et / ou développant dans voyelle suivant. (au contraire, la syllabe originelle amoindrit généralement sa voyelle principale, avec une transformation en diphtongue, dont /i/ devenant /ej/) ;
- la semi-voyelle /r/ disparait en certains cas, mais non sans avoir précédemment modifié la consonne coronale précédant en une consonne rétroflexe ;
- changements aux consonnes finales : /r/ devint /n/ ; /j/ disparut après /a/ ; /k/ disparut avant /s/ ; /t/ avant /s/ devint /j/ (qui est resté, même après /a/) ;
- les tons se sont développés à partir d'anciens suffixes (consonnes post-finales), avec le deuxième ton du chinois médiéval se développant depuis /s/, le troisième ton se développant depuis /ʔ/, et le premier ton depuis d'autres syllabes. Comme les suffixes faisaient partie de la morphologie dérivationnelle du chinois archaïque, cela produisit fréquemment des variations tonales dans le chinois médiéval, y compris dans les mots d'un seul caractère ou dans des mots sémantiquement liés.
- les voyelles finales /o/ et /u/, lorsqu’elles étaient suivies par une consonne coronale (/j/, /n/, /r/, /t/), devinrent /w/ précédé d'une voyelle ;
- la voyelle principale se développa en diverses directions, selon les sons environnants. Par exemple, selon la reconstruction de Baxter, /ɨj/ du chinois archaïque devint /-ɛj/ après /r/ ; ou alors, /-ej/ après une consonne initiale coronale, /-oj/ après une initiale vélaire, et /-woj/ après une initiale labiale. Dans des syllabes alternatives, /ɨj/ du chinois archaïque devint /-ij/ après /r/ ou une initiale coronale, mais /-jɨj/ ailleurs.

## Du chinois médiéval précoce au chinois médiéval tardif
Dans une large mesure, le chinois médiéval tardif (LMC, pour Late Middle Chinese) vers 1000 ap. J.-C. peut être considéré comme l’ancêtre direct de toutes les langues chinoises modernes à l’exception des langues min. En d’autres mots, reconstruire la langue parente des langues chinoises modernes en excluant les langues min ne mène pas au-delà de la reconstruction du chinois médiéval tardif. Voir ci-dessous pour plus d'informations.
Identifier précisément quels changements sont intervenus entre le chinois médiéval précoce et le chinois médiéval tardif dépend du système de reconstruction de ces langues que l'on adopte. Par la suite, la reconstruction du chinois médiéval précoce de Baxter sera comparée avec celle de Pulleyblank du chinois médiéval tardif. Pour mesurer combien ces deux systèmes reflètent la réalité, ils pourraient être aussi  distants l'un de l'autre que les quelque 400 ans séparant le chinois médiéval précoce du chinois médiéval tardif, le système de Baxter ayant l'ambition d'harmoniser le chinois archaïque alors que le système de Pulleyblank entend plus particulièrement décrire une langue proche des développements récents du mandarin. De plus, Baxter considère que le Qieyun est une langue effectivement parlée, alors qu'il s'y trouve clairement plusieurs anachronismes qui ne figuraient plus en aucune langue parlée en 600 de notre ère. Finalement, certains des « changements » identifiés pourraient ne pas en être, car résultant plus d'une reconstruction que d'un état effectif de la langue décrite.
Les changements concernent essentiellement les initiales, les médianes et la voyelle principale :
- le groupe des palatales du chinois médiéval précoce ont disparu, avec des sifflantes palatales devenant les sifflantes rétroflexes, et la nasale palatale devenant le nouveau phonème /r/.
- un nouveau groupe de labiodentales apparaît, depuis les labiales du chinois médiéval précoce suivies par /j/ et la voyelle de fin du chinois médiéval précoce.
- la médiale complexe du chinois médiéval précoce /jw/ devient /y/ [ɥ], produisant une distinction entre six, /i/, /ji/, /w/, /y/, /jy/. Les semi-voyelles /i/ et /y/ deviennent les vocaliques [i] et [y] avant des voyelles courtes /a/ et /ə/, mais plutôt les semi vocaliques [j] et [ɥ] devant la voyelle longue /aː/.
- la distinction en 8 directions du chinois médiéval précoce dans les voyelles principales est sensiblement modifiée, et développée en un système de voyelles hautes /i/, /y/, /u/ et (marginalement) /ɨ/, et des voyelles basses /a/, /ə/, /aː/. Cependant, ceci peut être plus clairement analysé en un système avec une voyelle principale se distinguant en 4 directions, avec l'absence de voyelle et les trois voyelles /a/, /ə/, /aː/ ; les voyelles hautes sont alors analysées comme constituées phonétiquement d'une médiale et pas de voyelle principale  (/ɨ/).
- Les voyelles médiane/principales /i/ et /y/ ont disparu après les sifflantes rétroflexes du chinois médiéval précoce avant d'avoir pu être fusionnées avec les palatales ; au contraire, un /j/ apparaît parfois après une consonne gutturale.

Il y eut peu de changements dans les consonnes finales ; les principaux sont la disparition de /j/ après une voyelle haute, la disparition de /ɨ/ (en tant que consonne finale ou non) dans la rime /-ɛɨ/, et éventuellement l’apparition de /jŋ/ et /jk/ (suspecte pour diverses raisons, voir infra).
Les tons n'ont pas phonétiquement changé. Cependant, allophoniquement, ils se sont scindés en un ton haut dans des syllabes avec des initiales voisées, et ton bas dans des syllabes avec des initiales non voisées. Toutes les variétés modernes de chinois présentent cette distinction, aboutissant in fine à de nouveaux ton non corrélés avec le voisement, cette distinction voisé / non voisé ayant généralement plus tard disparu.
Les changements suivants se sont approximativement succédé.

### Labiodentalisation
Les labiales (/p, ph, b, m/) du chinois médiéval précoce devinrent en chinois médiéval tardif (LMC)  des labiodentales (/f, f, v, mv/), incluant en certaines circonstances une semi-voyelle. Le cas échéant, la semi-voyelle disparaît, et /p/ et /ph/ se transformant en /f/. Suivant la reconstruction de Baxter, cela se produit lorsqu’une labiale est suivie d’une semi-voyelle /j/ et que la voyelle principale est une voyelle postérieure. D’autres reconstructions formulent parfois d’autres hypothèses.

### Changements et fusions de voyelles
Dans leur ordre approximatif d'apparition :
a. Quelques changements précoces
1. /-e-/ (sans la médiane /j/) devient /-jie-/ après des consonnes labiales et gutturales, et /-ie-/ ailleurs. (comme pour d'autres changements plus tardifs, cela signifie que synchroniquement, un locuteur du chinois médiéval tardif ne peut pas distinguer les syllabes de la Division IV des syllabes originales III-4 du chongniu; de même pour les syllabes de la Division III face aux syllabes III-3 du chongniu. Ce qui explique pourquoi ces paires chongniu finissent respectivement en grades 3 et 4). Un tel changement apparait dans toutes les reconstructions modernes du chinois médiéval précoce et tardif, et est à l'origine de la création de la Division IV.
2. /ŋ/ et /k/ une voyelle initiale non haute (/æ/, /ɛ/, /e/) devient /jŋ/ and /jk/ (généralement considérées comme des consonnes finales palatales). Ce qui pourrait ne pas être considéré comme un vrai changement : le système du chinois médiéval précoce de Pulleyblank incluait déjà /jŋ/ et /jk/, que l'on ne retrouve dans aucune langue moderne. C'est la preuve la plus évidente de l'origine sino-vietnamienne du vocabulaire, qui fut importé depuis le chinois médiéval tardif. Dans le système du chinois médiéval tardif de Pulleyblank, /jŋ/ n'apparaît que dans les rimes /-a:jŋ/ et /-iaŋ/, ce qui contraste avec /-aŋ/ et /-iaŋ/ ; de même pour /-jk/. (/-a-/ et /-a:-/ ne prennent aucun contraste devant des finales vélaires, sauf peut être après des sifflantes rétroflexes du chinois médiéval précoce). Ces distinctions auraient été rendues différemment dans un système sans /-jŋ/ et /-jk/.
3. La séquence /-ɛɨ/ fusionna avec /-ɛj/. Dans certains dialectes cependant, elles restèrent distinctes (peut être sous la forme /-ɛ/, n’apparaissant cependant pas dans le système de Baxter). Selon Abraham Y.S. Chan, le changement précédent fut caractéristique du dialecte de Luoyang, que l'on retrouva plus dans le dialecte de Jinling. La distinction entre ces deux morphème en mandarin standard se retrouve en ai et ya, ou pai/pei et pa.

b. Fusion des finales hautes
1. les finales du chinois médiéval précoce /je/, /ij/, /i/, /jɨj/ devinrent /i/, et /jɨ-/ (présent devant /n/ et /t/) devint /i-/.
2. leurs équivalents hekou des précédentes, ainsi que /w/, devinrent /yj/.
3. les équivalents chongniu III-4 des deux précédentes deviennent respectivement /ji/ et /jyj/.

c. Changement concernant des voyelles finales hautes, générant essentiellement /ə/
1. la finale du chinois médiéval précoce /u/ devient /uə/ ; de même, /ju/ devient /juə/ (peut être pas vraiment un changement).
2. la séquence du chinois médiéval précoce /-uw-/ devient /-əw-/, et /-jow-/ devient /-yw-/.
3. tous les autres /-o-/, sauf dans les séquences /-oj/ et /-om/, devinrent /ə/.
4. toutes les non-finales /-jə-/ devinrent /-i-/, et /-wə-/ devint /-u-/.

d. Changements impliquant des voyelles non hautes
1. lorsqu'il n'y a pas de médiane /j/, les /-æ-/ et /-ɛ-/ restant deviennent /-a:-/.
2. tous les /-æ-/, /-e-/, /-ɛ-/, /-o-/ restants deviennent /-a-/.

e. Changements impliquant des médianes
1. les non finales /-jwi-/ et /-wji-/ devinrent /-jy-/, alors que /-jw-, wj-, -wi-, -ju-/ devinrent /-y-/.
2. les médianes /-i-/ et /-j-/ fusionnèrent en un seul phonème, avec /-i-/ apparaissant devant /-a-/ et /-ə-/, et /-j-/ ailleurs (devant /-a:-/ et les voyelles hautes). Les médianes /-u-/ et /-w-/ fusionnèrent de la même façon.

f. Changements intervenus aux médiales et ailleurs déclenchés par des initiales spécifiques
1. /j/ apparaît entre une consonne gutturale (vélaire ou laryngale) et un /-a:-/ suivant directement. Ce qui permet l'apparition de syllabes palatales en mandarin standard telles que jia et xian.
2. la finale /i/ suivant directement une sifflante dentale devient /ɨ/ (vraisemblablement [ẓ]).
3. après une sifflante rétroflexe du chinois médiéval précoce, une voyelle haute ou une semi-voyelle (/i/ ou /j/) est supprimée, et en en particulier :
  1. la semi-voyelle /j/ est perdue.
  2. la voyelle principale /i/ devient /ə/ lorsqu'elle n'est pas finale.
  3. la voyelle principale /i/ devient /ɨ/ (probablement [ṛ]) lorsqu'elle est finale.

### Changements tardifs touchant la consonne initiale
- Les palatales du chinois médiéval précoce reviennent rétroflexes, avec des palatales sifflantes fusionnant avec des rétroflexes sifflantes, et la palatale /ɲ/ devenant le nouveau phonème /r/ (toujours réfléchi comme dans le mandarin standard).
- les consonnes voisées semblent être devenues des consonnes voisées murmurées. C'est un changement non phonétique ; cette hypothèse a été envisagée à partir des consonnes voisées murmurées existant dans le wu, en envisageant qu'ailleurs les consonnes voisées sont devenues des sourdes aspirées. Karlgren reconstruisit de la même façon le murmure pour le chinois médiéval précoce, mais cette hypothèse est désormais généralement abandonnée pour cause de manque d'élément pour l'étayer (telles que notamment retrouvée dans le sanskrit et les langues médiévales indo-aryennes, qui distinguaient les consonnes normalement voisées et les consonnes voisées murmurées. Ce qui a cependant pu arriver parmi les langues chinoises :
  - Parmi les deux variétés de chinois n’ayant pas fusionné les consonnes voisées et non voisées, le wu renvoie les consonnes voisées du chinois médiéval précoce comme murmure, mais le vieux Xiang les renvoie comme normalement voisées.
  - le Gan et le Hakka rendent les consonnes voisées du chinois médiéval précoce comme des aspirées sourdes, mais d'autres langues (et notamment le mandarin) n'ont de telles consonnes aspirées qu'en syllabes avec le premier ton du chinois médiéval précoce.

## Du chinois médiéval tardif aumandarin standard

### Initiales
| Chinois médiéval précoce                 | Chinois médiéval tardif                      | Mandarin standard                 |
| ---------------------------------------- | -------------------------------------------- | --------------------------------- |
| /ʔ/                                      | /ʔ/                                          | disparu                           |
| ng /ŋ/                                   | /ŋ/                                          | disparu                           |
| ny /ɲ/                                   | /r/                                          | r                                 |
| nr /ɳ/                                   | /ɳ/                                          | n                                 |
| l                                        | l                                            | l                                 |
| labiales (p,ph,b,m)                      | idem                                         | labiales (p,b,m)                  |
| labiales (p,ph,b,m)                      | labiodentale (f,v,mv) avant /j/ + back vowel | f,w                               |
| velaire (k,kh,g,x,h)                     | idem                                         | velaire (k,g,h)                   |
| velaire (k,kh,g,x,h)                     | idem                                         | palatale (j,q,x) avant /i/ ou /y/ |
| sifflante alvéolaire (ts,tsh,dz,s,z)     | idem                                         | sifflante alvéolaire (z,c,s)      |
| sifflante alvéolaire (ts,tsh,dz,s,z)     | idem                                         | palatale (j,q,x) avant /i/ ou /y/ |
| arrêt alveolaire (t,th,d)                | idem                                         | arrêt alvéolaire (t,d)            |
| sifflante palatale (tsy,tsyh,dy,sy,zy)   | sifflante rétroflexe                         | sifflante rétroflexe (zh,ch,sh)   |
| sifflante rétroflexe (tsr,tsrh,dr,sr,zr) | sifflante rétroflexe                         | sifflante rétroflexe (zh,ch,sh)   |
| arrêt rétroflexe (tr,trh,dr)             | arrêt rétroflexe                             | sifflante rétroflexe (zh,ch,sh)   |

Et plus spécifiquement : 
- les arrêts et fricatives voisés du chinois médiéval précoce et tardif deviennent sourds en mandarin. Les arrêts dans les syllabes avec premier ton devient aspirés, et ailleurs non-aspirés.
- Les sifflantes palatales et les arrêts rétroflexes du chinois médiéval précoce deviennent les sifflantes rétroflexes.
- changement nasal du chinois médiéval précoce : nr- devient n- en mandarin ; ny- devient r- en mandarin, ou parfois er; ng- a disparu.
- le /ʔ-/ guttural du chinois médiéval précoce a disparu, et h- disparait dans hj-.
- avant une voyelle haute ou la semi-voyelle (/i,j/ ou /y/) du chinois médiéval précoce, les vélaires et alvéolaires du chinois médiéval précoce deviennent des sifflantes palatales en mandarin.
- avant /j/ + et une voyelle finale, les arrêts labiaux du chinois médiéval précoce deviennent des labiodentales en chinois médiéval tardif ; /f/ et /v/ en chinois médiéval tardif deviennent f- en mandarin, et le /mv/ du chinois médiéval tardif (parfois noté différemment) devient w- en mandarin.

### Finales
En général, le mandarin a gardé le système du chinois médiéval tardif en matière de consonnes initiales et de voyelles (mieux d’ailleurs que d'autres langues chinoises modernes), mais a drastiquement diminué la variété des consonnes finales. Les changements systématiques en début de syllabe sont la perte de la distinction chongniu de i/ji et y/jy (qui apparait dans toutes langues chinoises modernes), et la perte de la distinction entre /a/ et /aː/. Toutes consonnes finales d'arrêt sont perdues, et les distinctions de finales nasales se limitent à la distinction entre /n/ et /ŋ/.
Les changements exacts intervenus touchant les finales sont complexes et pas nécessairement explicables et prévisibles, avec différentes issues. La liste suivante est un résumé sommaire. Plus d'informations peuvent être trouvées dans le tableau des finales du chinois médiéval précoce.
Changements aux voyelles médianes :
- /ji/ et /i/ du chinois médiéval tardif fusionnent, et /j/ disparait ; de même pour /jy/ et /y/.
- les médianes du chinois médiéval tardif /i/ et /y/ disparaissent après des consonnes rétroflexes. Le changement est de même nature que ceux intervenus sur les rétroflexes du chinois médiéval précoce (à noter que la différence entre les rétroflexes du chinois médiéval précoce et des sifflantes palatales se retrouve parfois dans des différences du mandarin standard, dont she (rétroflexe du chinois médiéval tardif) et shi (palatale du chinois médiéval tardif).
- la médiane /u/ du chinois médiéval tardif est perdue après des labiales, et /y/ est devenu /i/.
- la médiane /u/ du chinois médiéval tardif est parfois perdue après /l/ et /n/.
- divers changements interviennent après des initiales spécifiques.

Changements pour la voyelle principale :
- voyelle longue /aː/ abrégée.
- divers autres changements complexes ; voir chinois médiéval.

Changements aux codas (consonne finale) :
- le coda du chinois médiéval tardif /m/ devient /n/.
- les codas du chinois médiéval tardif /p,t,k/ disparaissent, /k/ devenant parfois /j/.
- les codas complexes du chinois médiéval tardif /wŋ/ et /wk/ deviennent des codas simples ; de même pour /jŋ/ et /jk/, mais souvent avec des effets sur la voyelle précédente.

### Tons
Une scission de ton est apparue à la suite de la perte de la distinction voisée / sourde dans la consonne initiale. Les tons distingués fusionnèrent cependant de nouveau sauf pour le ton 1 du chinois médiéval ; les tons 1, 2 et 3 du chinois médiéval devinrent les ton 1, 2, 3 et 4 du mandarin (certaines syllabes présentant le ton 3 acquirent le ton 4 ; voir infra). Les syllabes avec un arrêt final, à l'origine sans ton, ont acquis l'un des 4 tons modernes du mandarin ; pour les syllabes présentant une consonne initiale sourde du chinois médiéval, cette acquisition d'un ton donné fut aléatoire.
Ci-dessous les évolutions détaillées de ton chinois médiéval vers le mandarin :
V- = consonne initiale voisée

L = consonne sonore initiale

V+ = consonne initiale voisée
| chinois médiéval  | ton            | Ping (平)          | Ping (平)           | Ping (平)           | Shang (上)    | Shang (上)    | Shang (上) | Qu'(去)    | Qu'(去)    | Qu'(去)    | Ru (入)                             | Ru (入) | Ru (入)   |
| chinois médiéval  | Initiale       | V-                 | L                   | V+                  | V-            | L             | V+         | V-         | L          | V+         | V-                                  | L       | V+        |
| Mandarin standard | Nom de ton     | Yin Ping (陰平, 1) | Yang Ping (陽平, 2) | Yang Ping (陽平, 2) | Shang (上, 3) | Shang (上, 3) | Qu (去, 4) | Qu (去, 4) | Qu (去, 4) | Qu (去, 4) | redistribué sans règle particulière | Qu      | Yang Ping |
| Mandarin standard | Contour de ton | 55                 | 35                  | 35                  | 214           | 214           | 51         | 51         | 51         | 51         | redistribué sans règle particulière | 51      | 35        |

Il est connu que si les deux morphèmes d'un mot composé ne peuvent être ordonnés par la grammaire, l'ordre des deux est généralement déterminé par ton - Yin Ping (1), Yang Ping (2), Shang (3), Qu (4), et Ru, qui est la finale plosive qui a déjà disparu. Ci-dessous figurent quelques mots composés auxquelles cette règle s'applique. Les numéros de ton sont indiqués entre parenthèses, et R indique Ru.
- 左右 (34)
- 南北 (2R)
- 輕重 (14)
- 貧富 (24)
- 凹凸 (1R)
- 喜怒 (34)
- 哀樂 (1R)
- 生死 (13)
- 死活 (3R)
- 陰陽 (12)
- 明暗 (24)
- 毀譽 (34)
- 褒貶 (13)
- 離合 (2R)

## Apparition des langues chinoises modernes
La plupart des langues chinoises modernes descendant du chinois médiéval tardif de l'an 1000 de notre ère. Par exemple, toutes les langues autres que les langues min ont des consonnes labiodentales fricatives (par exemple /f/), un changement intervenu au chinois médiéval précoce des environs de l'an 600. En fait, certains changements intervenus après le chinois médiéval tardif se retrouvent dans toutes ces langues modernes, tels la perte des distinctions figurant dans le chongniu (entre par exemple /pian/ et /pjian/, tel que dans la transcription de Edwin Pulleyblank). D'autres caractéristiques présentes dans les langues chinoises modernes, telle la perte consonne constrictive initiale et la scission du ton correspondant, sont des caractéristiques spécifiques qui ont survécu dans les différents dialectes.
Les langues min, par ailleurs, sont connues pour s’être séparées avec l’apparition du chinois médiéval précoce (EMC), vers 600 de notre ère. Cela n’atteste pas seulement le développement des fricatives labiodentales ou d’autres changements spécifiques du LMC, mais un nombre important de caractéristiques présentes dans le EMC apparaissent ne pas avoir été développées. Un exemple en est  la série d’arrêts rétroflexes présents dans le EMC, qui se sont développés à partir des précédents arrêts alvéolaires suivis de /r/, et qui ont plus tard fusionné avec des consonnes sifflantes. Dans les langues min, les mots correspondants présentent toujours des arrêts alvéolaires. La différence peut notamment être observée dans le nom « thé » tel qui a évolué dans différentes langues : en espagnol te, en anglais tea, face au portugais cha voire l’anglais chai, issus de la langue Amoy (min méridional) /the/, face au mandarin standard /tʂha/.
Dans le cas de différences qui n'ont jamais été développées dans les langues min, il peut être envisagé que ces différence sont bien été développées, mais pour disparaître ensuite. Par exemple, il pourrait être envisagé que les langues min descendent d'une variété du chinois médiéval où les arrêts rétroflexes reviennent vers des arrêts alvéolaires, au lieu de devenir des sifflantes rétroflexes. Cependant, cet argument n'est pas pertinent si des distinctions existent en langues min et n'apparaissent pas en chinois médiéval précoce, ce qui est effectivement le cas. En particulier, le proto-min, la langue min ancienne reconstruite et ancêtre des variété des modernes de langues min, présent six variétés différentes d'arrêts, qui correspondent à trois séries (sourdes, sourdes aspirées, voisées) du chinois médiéval. Les trois séries additionnelles sont les aspirées voisées (ou murmurées), les sourdes « légères », et les voisées « légères ».
Il y a des preuves que les arrêts aspirés voisés viennent d'une distinction tonale entre les arrêts. Quand les stops voisés devinrent sourds dans divers parlers et déclenchèrent une scission de ton, les mots avec ces arrêts prirent un nouveau ton bas  (appelé yang), alors que des mots avec des arrêts sourds avec des arrêts aspirés et non aspiré prirent un ton haut (appelé yin). Il en résulta que le ton yin s’applique à des mots contenant des stops aspirés et non aspiré, alors que les mots utilisant le yang n'en ont qu'un des deux, ce dépendant de la façon dont les arrêts voisés ont évolué. Les variétés min ne présentent pas ces caractéristiques, disposant de mots avec stops aspirés et non aspirés dans les tons yang et yin. Ce qui conduisit les chercheurs à reconstruire les aspirées voisées (probablement  des consonnes voisées murmurées) en proto-min, qui développèrent des aspirées sourdes pour le ton yang.
De plus, en certaines langues min, certains mots avec des arrêts du chinois médiéval précoce sont réfléchis avec des arrêts alors que d'autres sont réfléchis avec consonnes « adoucies », typiquement des fricatives voisées ou approchant. De tels « arrêts doux » apparaissent dans les classes yin et yang, suggérant que le proto-min possédait à la fois des « arrêts doux » voisés et non voisés.
Les spécialistes considèrent généralement que ces sons proto-min témoigne de distinctions qui se trouvaient en fait dans le chinois archaïque, qui ont disparu dans le chinois médiéval précoce mais sont restées dans le proto-min. Jusque récemment, aucune reconstruction du chinois archaïque n'envisageait les spécificités du proto-min, mais les reconstructions récentes de William Baxter et Laurent Sagart ont pris en compte notamment ces dernières pour l'évolution des consonnes aspirées voisées et les arrêts doux. Selon eux, les aspirées voisées rendent les arrêts du chinois archaïque de mots présentant certaines consonnes-préfixes, alors que les arrêts doux rendent plutôt les arrêts du chinois archaïque de mots présentant un arrêt dans des mots avec un préfixe syllabe mineure (que l'on retrouve notamment dans les Langues môn-khmer), avec donc un arrêt intervenant entre des voyelles. L'hypothèse d'un développement des arrêts doux est très proche du développement des fricatives voisées en langue vietnamienne, que l'on retrouve par ailleurs dans les deux variétés yin et yang, que l'on considère avoir été développées à partir de mots présentant de syllabes mineures.